# Australian Reptile Park
Australian Reptile Park é um parque zoológico localizado em Somersby na costa central de Nova Gales do Sul na Austrália. O parque está localizado a 50 quilômetros ao norte de Sydney. O parque foi fundado em 1948 por Eric Worrell no Umina Beach Aquarium. Em 1959, ele foi renomeado para Australian Reptile Park e movido para North Gosford. Uma segunda mudança ocorreu em 1996, para Somersby, nas proximidades de Old Sydney Town.